# 牟子才
牟子才（？—1235年），字存叟，隆州井研（今属四川）人，南宋官員。谥清忠。

## 生平
父牟锡桂是嘉定元年（1208年）進士。牟子才自幼隨父徙居吴兴安吉（今浙江安吉）。早年師從魏了翁，又從学杨子谟、虞刚简及李方子。嘉定十六年（1223年）進士及第，授嘉定府洪雅县尉，歷官从政郎、监成都府茶司卖引所。不久，被派往文州（今甘肃文县）视察军粮。途中与军人王宣相遇，王宣告訴他：“敌且压境，宣已退矣，君毋庸往。”子才不为所动，冒险前去完成任務。離境不久，文州即失陷。後出任溫江知縣，未上任，接連遭母喪、父喪。當時成都已被攻陷，於是舉家東下。李心传编修《十三朝会要》，聘子才兼任检阅文字。歷官太常博士、著作郎。終官资政殿学士。宝祐元年（1253年）正月，董宋臣引临安名妓唐安安入宫，子才上书劝诫宋理宗：“此举坏了陛下三十年自修之操！”理宗大不高興，要求與子才不和的安吉州地方官吴子明调查其近況，吴子明奏曰：“臣尝至子才家，四壁萧然，人咸知其清贫。”理宗告訴经筵官：“牟子才之事，吴子明乃谓无之，何也？”一時無人敢對話。
著有《存斋集》、《四朝史稿》、《易编》等。

## 家族
有子牟巘。

## 延伸阅读
[在维基数据编辑]
 《宋史·卷411》，出自脱脱《宋史》